# Gabriela Hearst
Gabriela Hearst (Departamento de Paysandú, 3 de noviembre de 1976) es una diseñadora uruguaya de ropa prêt-à-porter y accesorios. Además de diseñar las colecciones de la marca que lleva su nombre, dirige la estancia de su familia en Uruguay.

## Infancia y educación
Hearst creció en la estancia de su familia en el Departamento de Paysandú, Uruguay. Se educó en The British Schools de Montevideo y se graduó en comunicación en la Universidad ORT Uruguay. Poco después de cumplir 20 años y luego de un breve paso por París, se mudó a Nueva York para estudiar artes escénicas en el Neighborhood Playhouse School of Theater.

## Profesión
En 2004, Hearst comenzó su marca de moda Candela en Brooklyn con solamente USD 700. La colección estaba formada por camisetas con ilustraciones en serigrafía, que mostraban a una mujer alada sobre un caballo, diseño basado en una fotografía de su madre. Dos años más tarde, la colección se extendió a prêt-à-porter y zapatos.
Luego de 11 años de trabajo en diseño, Hearst se hizo miembro del CFDA en 2012.
En 2015, la diseñadora lanzó la marca que lleva su nombre, la cual ha sido considerada como competidora de la marca Hermès debido a su alta calidad y al fino uso de los textiles. Las colecciones se caracterizan por una producción artesanal de calidad y materiales innovadores de alta gama, como un forro de bolsillos que brinda protección contra la radiación emitida por los teléfonos móviles —presentado en la colección Resort 2017—, el tejido de lana merino ultrafina de 14,5 micras o el lino tratado con aloe, un proceso sustentable y utilitario que suaviza el lino y otorga a la tela la propiedad de humectar la piel.
La producción de la marca presta atención al medio ambiente y a la sustentabilidad, incluyendo el uso de lana proveniente de la estancia de ganado ovino propiedad de Hearst y un ciclo de producción integral que ayuda a minimizar el impacto ambiental. Gabriela Hearst es además la primera marca en hacer uso de plástico biodegradable en todos sus embalajes a través de una alternativa al plástico, de origen israelí.
El primer bolso de mano de su línea fue el bolso Nina (así llamado por Nina Simone), que comenzó como una edición limitada de 20 unidades, que hearst obsequió a mujeres que admiraba, algunas de alto perfil como la actriz Brie Larson y la modelo Miroslava Duma o a colaboradoras con quienes había trabajado, como la propietaria de la fábrica o la diseñadora de zapatos; La revista Vogue informaba en 2017 de una extensa lista de espera para adquirir el icónico bolso.
En enero de 2016, Hearst fue incluida en Ten of Tomorrow (los Diez del Mañana) de la revista Women's Wear Daily, una lista que agrupa la próxima generación de líderes de la industria de la moda.
El 9 de septiembre de 2017, Gabriela Hearst fue agregada a Business of Fashion, un índice global de profesionales de la industria de la moda.
En enero de 2019, el fondo de apoyo a «marcas icónicas emergentes» lanzado por el grupo francés LVMH invirtió en Gabriela Hearst, permitiendo a la marca extender su presencia alrededor del mundo. Desde la creación de este fondo en 2017, es la primera vez que se invierte en una marca creativa.
Hearst fue nombrada para la dirección artístiva de la marca francesa Chloé en diciembre de 2020. Además, diseñó el atuendo de la primera dama Dr. Jill Biden para la investidura presidencial de Joe Biden: un vestido de color marfil con bordados de cada una de las 50 flores de los estados de EE. UU.

## Sustentabilidad
Gabriela Hearst presentó su primer desfile de moda en el refectorio del High Line Hotel de Manhattan en febrero de 2017. La colección, inspirada en Angela Davis, aunque lujosa, se destacó por un enfoque opuesto al derroche de recursos. La presentación se centró en una política contraria al uso del plástico como forma de minimizar el impacto ambiental, en la que los asientos para el público provinieron de la casa y las oficinas de Hearst. La organización no lucrativa Manos del Uruguay confeccionó almohadones de casimir con materiales sobrantes de colecciones anteriores, para uso de los asistentes al desfile, mientras que siete conjuntos de ropa se confeccionaron con tejidos y materiales ya existentes.
Con la colección otoño/invierno 2018, Hearst se convirtió en la primera marca en presentar bioplásticos en el embalaje de todos sus productos, una alternativa compostable que es capaz de descomponerse en 24 semanas, desarrollada por la startup
israelí TIPA Sustainable Packaging.
Para la colección primavera/verano 2020, Gabriela Hearst fue la primera marca en poner en escena una moda con huella de carbono cero. En colaboración con la firma Bureau Betak y la consultora internacional EcoAct, Gabriela Hearst logró reducir la huella de carbono de su presentación. Ello fue posible mediante la contratación de modelos que no tuvieron que utilizar vuelos comerciales, la utilización de servicios de cáterin que ofrecen comida local y estacional, y la reducción en el uso de tecnología tras bastidores.
A ello se suma la compensación de emisiones que la firma logrará a través de la donación de los costos asociados a la producción al Proyecto Hifadhi-Livelihoods en Kenia, un país al que Hearst ha viajado en su colaboración con Save the Children. Con estas donaciones, se proporcionarán cocinas eficientes a familias de los condados de Embu y Tharaka-Nithi para así reducir el uso de madera y los gases peligrosos en la preparación de alimentos, lo que principalmente afecta a mujeres y niños.
Con miras al futuro de la sustentabilidad, Hearst introdujo un sistema de trazabilidad para sus colecciones, en asociación con Eon. Esta identidad digital aplicada a los productos los conecta mediante un código QR que provee el origen, el material, el proceso de producción y la huella de carbono de cada prenda de ropa. Esta tecnología brinda a los clientes mayor transparencia sobre la vestimenta y una mayor comprensión de cómo reciclar los productos hacia la obtención de una economía circular aplicada a la industria de la moda.
La colección otoño/invierno 2020 giró en torno al tema «desechos». Por ejemplo, se fabricaron productos mediante el reciclaje de restos de kilims turcos reutilizados para la fabricación de ropa de abrigo. Además, se readaptaron suministros en desuso y el 30 % de la colección ocupó casimires reciclados, tejidos a mano por Manos del Uruguay. La decoración de la pasarela se realizó con fardos de papel triturado, como metáfora visual del tema elegido.
Hearst se ha fijado la meta de utilizar un 80 % de existencias sin vender como materia prima para 2023 y abandonar el uso de materiales vírgenes para 2022.

## Clientela célebre

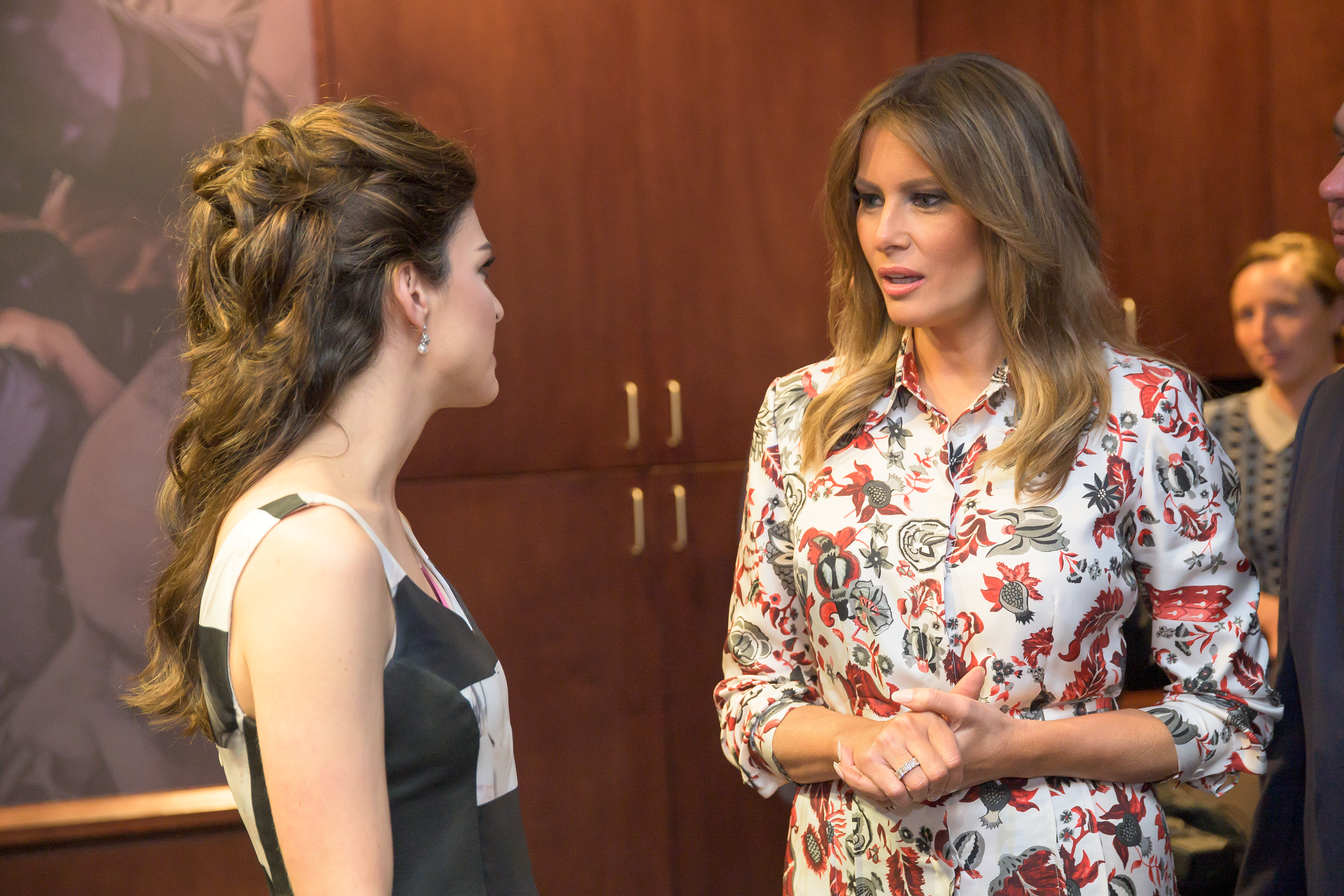
La ex primera dama de Estados Unidos, Melania Trump, con un vestido de Gabriela Hearst.

Entre las celebridades que han lucido sus colecciones se ingluyen Gillian Anderson, Laura Dern, Miroslava Duma, Lena Dunham, Dakota Fanning, Selena Gomez, Gugu Mbatha-Raw, Anne Hathaway, Rebecca Hall, Naomi Harris, Lauren Hutton, Gwen Jorgesen, Mindy Kaling, Nicole Kidman,[cita requerida] Brie Larson, Demi Moore, Emma Stone, Vanessa Traina, Alicia Vikander,[cita requerida] Emma Watson, Allison Williams, Renee Zellweger,[cita requerida] Meghan Markle, Zoe Kravitz, Oprah, Diane Lane, Carey Mulligan, Julia Roberts, Danai Gurira, Patricia Clarkson, Gemma Chan, Hilary Swank, Lady Gaga, Amal Clooney, Amy Adams, Uma Thurman, Christine Baranski, Carolyn Murphy, Rosie Huntington-Whiteley, Vanessa Kirby, Julianna Margulies, Glenn Close, Gabrielle Union, Angelina Jolie, Jessica Lange, Jill Biden, y otros.

## Colaboraciones
Para la colección otoño 2016, Hearst se asoció con Manos del Uruguay, una organización sin fines de lucro que paga salarios dignos a las artesanas que producen los tejidos a mano usando lana de la hacienda de Hearst.
En abril de 2016, se asoció con Peter Miles para diseñar medias de obsequio para el público asistente a la gala anual de The Paris Review.
La tienda Le Bon Marché ofreció a Hearst un espacio para abrir su primera tienda fugaz durante la Semana de la Moda de París en marzo de 2017.
Luego de su enfoque de «desperdicio cero» para su colección otoño/invierno 2017, Hearst colaboró con Swarovski, quienes donaron material sobrante de la edición limitada de su lencería creada para la Semana de la Moda de Nueva York.
Para la Met Gala de ese mismo año, Hearst se asoció con Laura Dern para el diseño de un vestido de cortes geométricos con una cola desmontable a lunares como homenaje al estilo creado por la firma japonesa Comme des Garçons.